# Огдонов, Басанг Бурунович
Басанг Бурунович Огдонов (псевдоним «Хасан»; 1915—1945 год) — агент абвера, дезертир Красной Армии.

## История
В 1942 году, во время оккупации Калмыцкой АССР немецкими войсками, Басанг Огдонов сформировал бандгруппу из дезертиров Красной Армии. Впоследствии руководимая Огдоновым группа была переименована в 14-й эскадрон Калмыцкого кавалерийского корпуса. Позже становится командиром 1-го эскадрона 1-го дивизиона кавкорпуса.
За свою деятельность был награждён Железным крестом 2-го класса.
После поражения немецких войск в Сталинградской битве бежал с отступавшими частями германской армии.
1 октября 1943 года Басанг Огдонов возглавил группу из четырёх человек, заброшенную немцами на территорию Калмыцкой АССР 25 км юго-восточнее районного центра Яшкуль.
В состав группы первоначально входили: Ворона-Мартынюк (Мартыненко) Александр Денисович, Эренценов Сага Мунилович («Гриша»), Эрдниев Харцха Очирович («Миша») и Халгаев Муда.
В момент приземления Халгаев Муда разбился.
Ворона-Мартынюк был задержан Черноземельским РО НКВД Калмыцкой АССР 27 октября 1943 года и 1 апреля 1944 года был осуждён военным трибуналом Северо-Кавказского военного округа по статье 58-1а УК РСФСР на 25 лет лишения свободы.
Эрдниев Харцха сдался органам НКВД 3 ноября 1943 года.
Лишь Сага Эренцов и Басанг Огдонов собирались выполнить задание, объединившись с группой Сагаджиева из четырёх человек, действующей в Кетченеровском районе.
До мая 1945 года руководимое Огдоновым бандформирование из 6 человек активно действовало на территории Астраханской области и Ставропольского края.
В ходе перестрелки с оперативной группой внутренних войск НКВД в районе третьей фермы совхоза № 108 (Улан-Малч Ставропольского края) 10 октября 1945 года Сага Эренцов был убит, а тяжело раненый Огдонов застрелился.